# BMW Magazin
Das BMW Magazin ist ein Automagazin, herausgegeben von BMW. Es erschien von 1989 bis 2018 weltweit in 23 Sprachversionen und 33 Landesausgaben in rund 90 Ländern in einer Gesamtauflage von rund 3,8 Millionen Exemplaren. Seit September 2022 erscheint es wieder regelmäßig in neuer Form.

## Gründung
Gegründet und entwickelt wurde das BMW Magazin 1989 in Zusammenarbeit mit dem Münchner Journalisten Peter Groschupf, der das Magazin sechs Jahre als Chefredakteur verantwortete. Produziert wurde es von 1991 bis 1997 vom Verlag Ringier Deutschland, danach von Hoffmann und Campe X. Erscheinungsweise war damals in Deutschland und den meisten europäischen Ländern vierteljährlich. Gedruckt wurde, um die Transportkosten bedruckten Papiers zu vermeiden, an bis zu drei Standorten weltweit: in Deutschland, den USA und Asien. Organisiert wurde der redaktionelle Ablauf von Karin Michaelis in der Funktion des CvD und der technische Ablauf von Alfred Führholzer, Hersteller bei Ringier Deutschland.
2010 reduzierte BMW die Erscheinungsfrequenz des gedruckten Magazins von vierteljährlich auf halbjährlich, führte im Gegenzug eine Microsite und eine App ein. Diese digitalen Medien ergänzen und aktualisieren das Magazin. Print- und Onlinemedien werden seit 2001 von Hoffmann und Campe X produziert, einer Tochter des Hamburger Verlags Hoffmann und Campe. Die Redaktion sitzt in München im Haus der Hoffmann und Campe-Tochter Gräfe & Unzer.

### Sonstiges
Die Landesausgaben unterscheiden sich teils erheblich. So darf in den Ausgaben für islamisch geprägte Länder nicht allzu viel Haut gezeigt werden. Für die Landesausgabe Saudi-Arabien müssen grundsätzlich alle Bilder getauscht werden, die eine Frau am Steuer zeigen. Auch wenn dies Extreme sind, so sind die Landesausgaben auf das jeweilige Land zugeschnitten und enthalten jeweils einen Nationalteil.
Siehe auch: Pitch um das BMW Magazin

### Auszeichnungen
Das BMW Magazin hat mehrmals Gold und zahlreiche Silberpreise bei nahezu allen wichtigen Branchen-Awards erhalten: Best of Corporate Publishing, den Effizienzpreis Fox Award, ADC, Good Design, Automotive Brand Contest und die amerikanischen Preise Galaxy, Spotlight Pearl, Communicator und Astrid.

## Start mit neuem Konzept im Herbst 2022
Seit 21. September 2022 erscheint das BMW-Magazin in neuer Form und unter dem neuen Titel „Freude.forewer“ – Eigenschreibweise FREUDE.FOREVER. Die Startauflage des 140 Seiten umfassenden Magazins beträgt 50.000 Exemplare auf Deutsch und 100.000 auf Englisch. Es erscheint anlassbezogen, also ohne feste Erscheinungsfrequenzen, und monothematisch. Nur wenige Exemplare werden – vorerst – über den Postversand vertrieben, das Groß geht in den Zeitschriftenhandel und an die weltweiten BMW-Händler.
Dienstleister für Redaktion und Produktion ist die Münchner Agentur Looping des früheren Stern-Chefredakteurs Dominik Wichmann. Bei BMW ist der Marketing-Experte Jens Thiemer verantwortlich. Thiemer war zuvor bei Daimler, hatte dort das Mercedes-Magazin verantwortet und gemeinsam mit Wichmann realisiert. Die Fachpresse schrieb dazu: „Thiemer gilt als treuer Printverfechter. Die langjährige Erfahrung dürfte ihn gelehrt haben, dass Kundenansprache ohne Print im Luxussegment kaum funktioniert.“

## Weitere Medien von BMW
Neben Neuwagenkäufern spricht der Konzern weitere Zielgruppen mit eigenen Medien an. Hier eine auszugsweise Übersicht:
| Titel              | Zielgruppe(n) | Beauftragter Verlag                   |
| ------------------ | --- | ------------------------------------- |
| BMW Business Class | Großkunden, etwa Fuhrparkbetreiber                                                                               | Journal International                 |
| BMW Impulse        | Erstkontakte (Betreuungsprogramm von der Probefahrt bis zum Erstkauf)                                            | Heller & Partner                      |
| BMW Inspirationen  | Inhaber der BMW Card                                                                                             | Journal International                 |
| Mini Box           | Zielgruppe wie BMW Impulse, allerdings jünger und für den Mini                                                   | Heller & Partner                      |
| Mini International | Neuwagenkäufer des Mini                                                                                          | Tyler Brûlé, davor Hoffmann und Campe |
| Hallo Zukunft      | Markenkampagne zum 100-jährigen Bestehen von BMW, bestehend aus einer Reihe von Büchern                          | Hoffmann und Campe X                  |
| BMW emotions       | Mit Wechselseiten regionalisiertes Magazin für die Kunden der BMW-Händler (Printausgabe eingestellt im Mai 2018) | Hoffmann und Campe X                  |

Quellen: